# Archibald Douglas, 1. Earl of Ormond
Archibald Douglas, 1. Earl of Ormond (* um 1609; † 16. April 1655 in Edinburgh) war ein schottischer Adliger.

## Leben
Douglas war der älteste Sohn von William Douglas, 1. Marquess of Douglas (1589–1660), und dessen erster Gemahlin Hon. Margaret Hamilton (um 1585–1623), Tochter des Claud Hamilton, 1. Lord Paisley. Als Heir Apparent seines Vaters führte er den Höflichkeitstitel Earl of Angus. Er wurde 1636 ins schottische Privy Council aufgenommen und hatte von 1639 bis 1641 als Extraordinary Lord of Session das Amt eines Richters am Court of Session inne. Von seinem Bruder Lord James Douglas, der 1645 bei der Belagerung von Douai fiel, übernahm er 1646 auch als Colonel die Führung des Douglas-Regiments in Frankreich, lebte aber trotzdem größtenteils in Schottland und beschränkte seine Tätigkeit auf die Entsendung von Rekruten, bevor er das Amt 1653 seinem Halbbruder George Douglas übergab.
Er war ein Unterstützer König Karls II., der ihn am 3. April 1651 zum Earl of Ormond und Lord Bothwell and Hartside erhob, der jedoch im selben Jahr, nach der Niederlage gegen Oliver Cromwell in der Schlacht bei Worcester ins Exil fliehen musste. In die Titel seines Vaters konnte er allerdings nicht folgen, da er fünf Jahre vor diesem starb.

## Ehen und Nachkommen
Douglas war zweimal verheiratet. Zuerst vermählte er sich 1629/30 mit Lady Anne Stewart (1614–1646), Tochter des Esmé Stewart, 3. Duke of Lennox, mit der er einen Sohn hatte:
- James Douglas, 2. Marquess of Douglas (1646–1700).

Er vermählte sich 1649 in zweiter Ehe mit Lady Jean Wemyss (1634–1715), Tochter des David Wemyss, 2. Earl of Wemyss, mit ihr hatte er zwei Kinder:
- Lady Margaret Douglas (1651–1699), ⚭ Alexander Seton, 1. Viscount of Kingston;
- Archibald Douglas, 1. Earl of Forfar, 2. Earl of Ormond (1653–1712).